# Farley Mowat
Farley McGill Mowat (Belleville, 12 de maio de 1921 - Cobourg, 6 de maio de 2014) foi um escritor e ambientalista canadense. Suas obras foram traduzidas para 52 línguas e vendeu mais de 17 milhões de livros. Ele alcançou a fama com a publicação de seus livros sobre o norte do Canadá, tais como People of the Deer (1952) and Never Cry Wolf (1963). Este último, um relato de suas experiências com os lobos no Ártico, serviu de base para o filme Never Cry Wolf lançado em 1983. Pelo conjunto da obra como escritor ganhou o Vicky Metcalf Award for Literature for Young People em 1970.